# Claudio Melandri
Claudio Melandri Hinojosa (Santiago) es un contador, ingeniero comercial y empresario chileno, actual Presidente del Banco Santander-Chile.
De origen italiano-español, nació en la comuna de Recoleta, en una familia de tres hermanos.
Estudió primero en la Academia de Humanidades y, tras mudarse a Ñuñoa, fue matriculado en el Colegio Calasanz. Luego de un paso de tres años por la Escuela Naval Arturo Prat de Valparaíso, se incorporó a la Universidad Tecnológica Metropolitana (Utem) de la capital, donde se tituló como contador. Posteriormente cursaría ingeniería comercial y una Maestría en Administración de Negocios (MBA) en la Universidad Adolfo Ibáñez.
Se inició laboralmente en el departamento de auditoría interna del Banco Concepción, cuando aún no terminaba sus estudios.
En el año 1990 se incorporó al grupo hispano Santander como gerente de sucursal regional pasando luego a desempeñarse como gerente de la red de sucursales.
En 1995 partió a Venezuela, donde ejerció como vicepresidente comercial de Banco Santander en ese país.
A mediados de 2007, de vuelta en Chile, fue nombrado director corporativo de recursos humanos de Banco Santander-Chile.
Entre el 1 de marzo de 2008 y el 31 de diciembre de 2009 se desempeñó como director de la banca comercial de la entidad. En 2010 asumió la gerencia general..
A partir del 1 de marzo de 2018, reemplazó a Vittorio Corbo en la Presidencia del Banco Santander en Chile.
Casado con Verónica Guerra, es padre de tres hijos, a saber, Constanza, Francisca y Joaquín.